# Thomas Joubert (matador)
Pour les articles homonymes, voir Thomas Joubert.
Thomas Joubert, né le 7 janvier 1990 à Arles (Bouches-du-Rhône), est un torero français. À ses débuts, il avait pris comme apodo « Tomasito ».

## Présentation
Il a débuté avec picadors à Riscle le 2 août 2008. Il a pour apoderado Paquito Leal.
Il toréa à Madrid pour la féria d'automne le 20 septembre 2009 obtenant deux ovations avec salut et une pétition d'oreille. Il avait déjà coupé une oreille le 26 juillet 2009 dans les mêmes arènes malgré un coup de corne. Une semaine plus tard il était à Séville et manqua de peu de couper une oreille (vuelta) en raison d'une estocade malheureuse.
En 2010, après avoir toréé dans plusieurs arènes pendant l'été comme à Bayonne le 9 août où, face à des novillos de Robert Margé, il reçut un salut et une oreille, il participa à la Feria du Riz à Arles et offrit une belle faena sous les notes de musique du concerto d'Aranjuez, joué pour l'occasion par l'orchestre des arènes Chicuelo auquel le novillero avait fait un brindis. Une défaillance à l'épée l’empêcha de couper des oreilles qui lui étaient promises ce jour-là (vuelta et salut).
Il coupe 4 oreilles à Cantillana le 26 février 2011 puis participe au festival à Béziers le 20 mars. Le 22 avril à Arles, il prend l'alternative aux côtés de José Maria Manzanares et El Juli mais reçoit une cornada sérieuse qui l'empêche de conclure sa faena. Il devient tout de même le 54e matador de toros français. Le 19 juin, il coupe sa première oreille en tant que matador de toros face à des toros de Sotillo Gutiérrez. Le 26 juin, il triomphe et sort a hombros de la Feria de la Pêche et de l'Abricot à Saint-Gilles.
En 2012, Thomas Joubert se produit à St Martin de Crau où il triomphe d'une corrida de Cébada Gago. Il sera également au paseo dans les arènes d'Ales et de Vic-Fezensac. A la fin de cette saison, le jeune arlésien décide de mettre sa carrière entre parenthèses pour s'occuper d'autres projets, notamment humanitaires. 
Il décide de faire son retour dans les arènes pour la temporada 2014. L'opportunité lui est donné à Mauguio, où il coupe une oreille du premier toro des frères Gallon. A Palavas au mois d'Août il triomphe d'une corrida de Pierre-Marie Meynadier en coupant deux oreilles.
En 2015, les arènes de St Martin de Crau décident de refaire confiance à Thomas en l'engageant pour la corrida de competencia d'élevages français. Il se produit ensuite à Istres où il connaîtra un triomphe retentissant face à un toro d'El Pilar auquel il donnera une grande faena qui lui permettra de couper les deux oreilles. La même année il participe au festival de St Gilles où il coupe deux oreilles et la queue d'un toro d'El Pilar.
2016 sera l'année de la confirmation puisqu'il triomphe au mois de Mars à Arles, sur ses terres, face à un toro de Pedraza de Yeltes. Il triomphera également à Istres et St Gilles avant de confirmer l'alternative à Nîmes, le 18 septembre 2016. Il est annoncé aux côtés de Juan Bautista et José Maria Manzanares face à des toros de Victoriano del Rio. Après avoir reçu une violente voltereta à son premier toro, Thomas sortira de l'infirmerie pour couper les deux oreilles du sixième toro de la matinée. 4 sorties en triomphe pour 5 corridas lors de cette saison 2016. 
En 2018, il subit une grave blessure après s'être fait encorner à l'intérieur de la cuisse gauche. Ayant perdu deux litres de sang, il est rapidement pris en charge par l'équipe médicale des arènes avant d'être évacué à l'hôpital.
À la suite de cette blessure, il portera plainte pour injure publique contre l'humoriste Élodie Poux qui le qualifia dans une chronique sur la radio Rires et Chansons de « petit connard à paillettes » […], « qui a fini en jambon ». L'humoriste sera relaxée après avoir fait appel du premier jugement qui l'avait condamné à une amende de 2500 euros et à verser 2000 euros à Thomas Joubert pour le préjudice moral.

## Carrière
- Débuts en novillada sans picadors : 
  - Finaliste des novilladas sans picadors à Vista Alegre (Madrid)
- Débuts en novillada avec picadors : 2 août 2008 aux arènes de Riscle Ganaderia de Miranda de Péricalvo - deux oreilles
- Présentations
  - Présentation à Nîmes : 19 septembre 2008 ; novillos de Manolo Gonzalez - 1 oreille
  - Présentation à Madrid : 26 juillet 2009 ; novillos de Guadaira - 1 oreille
  - Présentation à Séville : 20 septembre 2009 ;
  - Alternative à Arles: le 22 avril 2011, toros de Garcigrande, parrain: El Juli, témoin: José Maria Manzanares.
  - Confirmation d'alternative à Nîmes: le 18 septembre 2016, toros de Victoriano del Rio, parrain: Juan Bautista, témoin: José Maria Manzanares - 2 oreilles

### Temporadas
- 2009 : 11 novilladas - une oreille à Arles, deux à Tarascon, une à Madrid
- 2010 : 17 novilladas, 13 oreilles, 3 sorties a hombros
- 2011: 3 corridas: 3 oreilles
- 2012: 4 corridas: 2 oreilles
- 2014: 2 corridas: 2 oreilles
- 2015: 2 corridas: 2 oreilles
- 2016: 5 corridas: 8 oreilles

## Distinction
- Cape d'or 2010[3]